# 데이비드 슈위머
데이비드 로런스 슈위머(영어: David Lawrence Schwimmer, 1966년 11월 2일 ~ )는 미국의 배우, 희극인, 감독, 제작자이다. 시트콤 《프렌즈》(1994-2004)의 로스 겔러 역으로 전 세계에서 인지도를 얻었으며, 이를 통해 1995년 제47회 프라임타임 에미상 코미디 부문 남우조연상 후보에 올랐다. 미니시리즈 《밴드 오브 브라더스》(2001)의 허버트 소블 대위 역으로도 잘 알려져있다. 미니시리즈 《O.J. 심슨 파일: 아메리칸 크라임 스토리》(2016)에서 로버트 카다시안을 연기하여 2016년 제68회 프라임타임 에미상에서 미니시리즈·영화 부문 남우조연상 후보에 지명되었다.

## 작품 목록

### 출연 작품
| 영화      | 영화                                   | 영화                                  | 영화                                                   |
| 연도      | 제목                                   | 배역                                  | 비고                                                   |
| --------- | -------------------------------------- | ------------------------------------- | ------------------------------------------------------ |
| 1993      | 20달러의 유혹                          | 닐 캠벨                               |                                                        |
| 1994      | 울프                                   | 경찰                                  |                                                        |
| 1996      | 졸업                                   | 톰 톰프슨                             |                                                        |
| 1998      | 식스 데이 세븐 나잇                    | 프랭크 마틴                           |                                                        |
| 1998      | 죽음보다 무서운 비밀                   | 에드워드 프렌치                       |                                                        |
| 2000      | 러브 앤드 섹스                         | 가정 방문 전도사                      |                                                        |
| 2000      | 크레이지 핸드 2                        | 리오 제롬 신부                        |                                                        |
| 2005      | 마다가스카                             | 멜먼                                  | 애니메이션                                             |
| 2007      | 런, 팻보이, 런                         | 경주 중 데니스에게 맥주를 건네는 남성 | 연출 겸임                                              |
| 2008      | 더 트루스: 무언의 제보자               | 레이 암스트롱                         |                                                        |
| 2008      | 마다가스카 2                           | 멜먼                                  | 애니메이션                                             |
| 2012      | 존 카터: 바숨 전쟁의 서막              | 젊은 사크 군인                        |                                                        |
| 2012      | 아이스맨                               | 조시 로즌솔                           |                                                        |
| 2012      | 마다가스카 3: 이번엔 서커스다!         | 멜먼                                  | 애니메이션                                             |
| 2019      | 시크릿 세탁소                          | 매슈 쿼크                             |                                                        |
| 텔레비전  |                                        |                                       |                                                        |
| 연도      | 제목                                   | 배역                                  | 비고                                                   |
| 1991-92   | 케빈은 열두살                          | 마이클                                | 4회분(시즌 4-5)                                        |
| 1992-93   | L.A. 로                                | 시 변호사 데이나 롬니                 | 조연(시즌 7)                                           |
| 1993      | 뉴욕경찰 24시                          | 조시 "4B" 골드스틴                    | 4회분                                                  |
| 1993      | 블로섬                                 | 서니 캐털라노                         | 2회분                                                  |
| 1994-2004 | 프렌즈                                 | 로스 겔러                             | 주연, "The One with Russ" 편에서 러스 역도 연기        |
| 1995      | 새터데이 나이트 라이브                 | 본인                                  | "David Schwimmer/Natalie Merchant" 편                  |
| 1996      | ER                                     | 커루비언 의사                         | "Doctor Carter, I Presume" 편, 목소리, 크레디트 미기재 |
| 2001      | 밴드 오브 브라더스                     | 허버트 소블 대위                      | 미니시리즈, 주연(1, 4, 10편)                           |
| 2003      | MADtv                                  | 본인                                  | "9.3"화                                                |
| 2004      | 커브 유어 엔수지애즘                   | 본인                                  | 3회분                                                  |
| 2007      | 30 록                                  | 그린조/재러드                         | "Greenzo" 편                                           |
| 2009      | 안투라지                               | 본인                                  | "Running on E" 편                                      |
| 2015      | 에피소드                               | 본인                                  | "Episode Five" 편                                      |
| 2016      | O.J. 심슨 파일: 아메리칸 크라임 스토리 | 로버트 카다시안                       | 미니시리즈, 주연                                       |
| 2018-19   | 윌 앤 그레이스                         | 노아 브로더                           | 조연(시즌 10)                                          |
| 2023      | 2050: 벼랑 끝 인류                     | 해리스 골드블랫                       | "2047: The Fifth Question" 편                          |
| 2025      | 구스범스                               | 앤서니                                | 주연(시즌 2) 예정                                      |

### 연출 작품
| 영화      | 영화           | 영화                                                                      |
| 연도      | 제목           | 비고                                                                      |
| --------- | -------------- | ------------------------------------------------------------------------- |
| 2007      | 런, 팻보이, 런 | 주인공에게 맥주 건네는 남성 역으로 출연                                   |
| 2010      | 트러스트       |                                                                           |
| 텔레비전  |                |                                                                           |
| 연도      | 제목           | 비고                                                                      |
| 1999-2004 | 프렌즈         | 총 10편                                                                   |
| 2004-05   | 조이           | "Joey and the Perfect Storm" 편(2004), "Joey and the Taste Test" 편(2005) |